# أنتوني وارد
أنتوني وارد (بالإنجليزية: Anthony Ward)‏ هو مصمم الإنتاج بريطاني، ولد في 1957.

## وصلات خارجية
- الموقع الرسمي
- أنتوني وارد على موقع IMDb (الإنجليزية)
- أنتوني وارد على موقع قاعدة بيانات برودواي على الإنترنت (الإنجليزية)
- أنتوني وارد على موقع قاعدة بيانات الفيلم (الإنجليزية)